# 姜翠华
姜翠华（1975年2月2日—）生于辽宁大连，是一名中国自行车运动员。她在2000年夏季奥林匹克运动会中，参加了女子自行车500米计时赛并获得铜牌。